# 猶太教成人禮

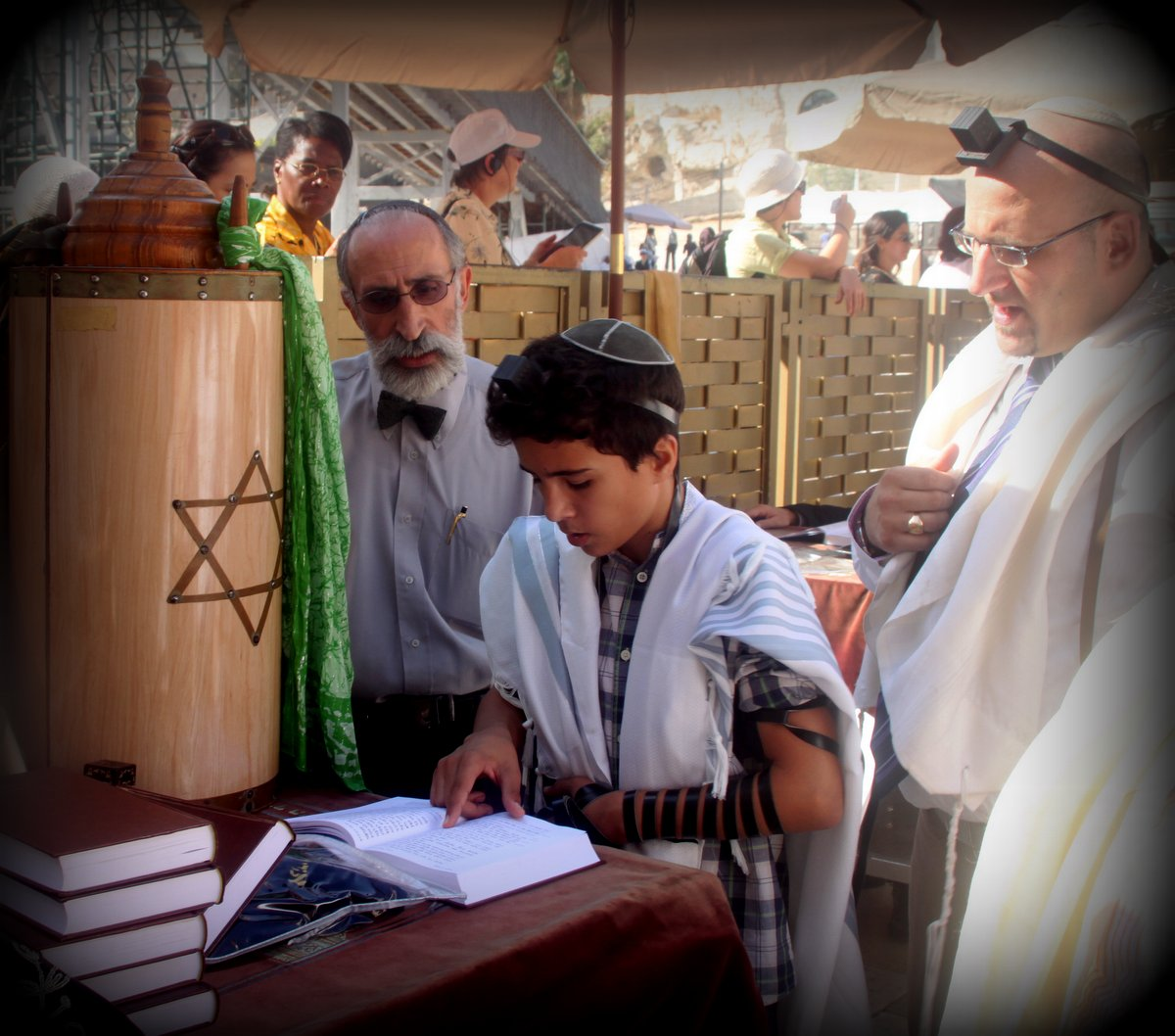
猶太教成人禮

猶太教成人禮（בר מצוה, Bar Mitzvah）是指猶太教徒的成人式。在猶太教中，男性在13歲成人。而猶太教正統派和猶太教保守派認為女性在12歲之後成人，猶太教改革派認為女性在13歲成人。在成人年齡之前，父母對子女的行為負責。而在成人年齡之後，兒童需要自己承擔責任，並可以參與猶太社區生活的所有領域。猶太教成人禮通常在男性13歲生日和女性12歲生日（改革派是13歲）後的第一個安息日舉行。